# Dunya (islam)
Pour les articles homonymes, voir Dunya.
Al-dunyâ (arabe : دُنْيا [dunyā], littéralement : la vie - d'ici-bas -) est un mot arabe qui désigne la vie matérielle physique telle qu'elle est vécue au quotidien. Dans le Coran, elle est un objet de jouissance trompeuse et éphémère et s'oppose parfois à al-ʾākhira qui désigne « l'au-delà », le monde d'après la mort. Toutefois, deux versets du Coran laissent entendre que les notions de dunyā et d'ākhira ne sont pas strictement opposées d'un point de vue moral :
- « Verse tes dons sur nous dans ce monde [al-dunyā] et dans l’autre [al-ākhira] puisque nous sommes retournés à toi. » (Al-A'raf 7:156)
- « Seigneur, tu m’as donné la puissance ; tu m’as enseigné l’interprétation des songes. Architecte des cieux et de la terre, tu es mon appui dans ce monde [al-dunyā] et dans l’autre [al-ākhira]. Fais que je meure fidèle à la foi. Introduis-moi dans l’assemblée des justes. » (Yusuf 12:101)